# Anne-Grethe Bjarup Riis
Anne-Grethe Bjarup Riis (født 21. november 1965 i Herning) er en dansk skuespillerinde, filminstruktør og forfatter.
Hun er uddannet fra Statens Teaterskole i 1992 og har bl.a. medvirket i opsætningen Gasolin på Dr. Dantes Aveny og været tilknyttet teatergruppen Emmas Dilemma. Hun havde en større rolle i Lars von Triers dogmefilm Idioterne, men er mest kendt fra tv. Her har Anne-Grethe Bjarup Riis været med i TV 2-serien Hotellet, DR2-satireserien Emmas dilemma, samt TV3's tv-serie Nynne. Hun har også medvirket i Halalabad Blues og satireprogrammer som TV-Ansjosen. I 2008 deltog Anne-Grethe i TV 2's underholdningsprogram Vild med Dans med dansepartneren Michael Olesen. Parret endte på en 3. plads.
I 2012 fik hun debut som filminstruktør med Hvidsten Gruppen.
Anne-Grethe Bjarup Riis har desuden skrevet flere bøger - blandt andet den anmelderroste roman, I guds rige, der beskriver forfatterens opvækst og hendes søns kræftforløb. Før det skrev hun bøgerne Send mere sex (sammen med Trine Appel), Send flere børn og Send mere kærlighed. I 2024 udkom hun med Ulykkens år, første bind i Egeskov-serien, en historisk romanserie om Egeskov Slot.
Privat er hun fraskilt, fra Bo Mortensen, som hun også har børn med

## Holdning til prostitution
Den 15. februar 2011 udgav Bjarup Riis et indlæg i Ekstrabladet hvor hun angreb Linda Kristiansen fra Det Radikale Venstre for hendes deltagelse på webstedet sexarbejderkarriere.dk. I indlægget kaldte Bjarup Riis blandt andet Linda Kristiansen for en "lalleglad, forkælet og totalt ubegavet klovn. En tumpe, der ikke har fattet en fucking skid af det hele".
Indlægget skaffede blandt andet Bjarup Riis en plads i GO' Morgen Danmark  den 16. februar 2011, overfor Susanne møller, talskvinde for Sexarbejdernes Interesseorganisation (SIO), der ønskede at forsvare den radikale folketingskandidats Linda Kristiansens optræden. Men Anne-Grethe Bjarup Riis afbrød igen og igen Susanne Møller, og til sidst måtte studievært Morten Resen true med at sætte tape for munden af Anne-Grethe Bjarup Riis.
Senere har Anne-Grethe Bjarup Riis erkendt at, citat: "Jeg er klar over at nogle af de piger, der prostituerer sig, får et kick".
Hun modtog i 2010 Mathildeprisen for sit store engagement i sexkøbsdebatten.

## Filmografi (skuespillerinde)

### Film
- Baby Doom (1998) – Bettina
- Idioterne (1998) – Katrine
- Kærlighed ved første hik (1999) – ekspedient
- Halalabad Blues (2002) – Kari
- Veninder (2005) – Arlette
- Der var engang en dreng (2006) – Trille
- Drømmen (2006) – Frits' mor, Stine
- I was a Swiss Banker (2007) –
- Blå Mænd (2008) – den lesbiske Elin
- Julefrokosten (2009) – Stella
- Alle for to (2013) – kriminalforsorgsansat

### Tv-serier
- TAXA (1997-1999) afsnit nr: 39 – Laila

- Hotellet (2000-2001) – Maria Faber
- Anna Pihl (2006-2007) afsnit nr: 12 17 18 – den lesbiske Therese
- Nynne (2006) – Anne
- Lykke (2011-2012) 8 – Tut Jensen

### Tv-programmer
- Showtime (2006) – guide
- Vild med dans (2008) – Anne-Grethe Bjarup Riis

- Vis mig dit køleskab (2012) afsnit nr: 1 – Anne-Grethe Bjarup Riis

### Satire
- TV-Ansjosen
- Emmas dilemma
- Finn'sk fjernsyn (1999) – forskellige roller

### Revy
- Helsingør-Revyen (2000) – forskellige roller

### Stemme til tegnefilm
- Løvernes Konge II - Simba's stolthed (1994) – Vitani, voksen
- Helt vildt (2006) – Birgit

## Filmografi (instruktør)
- Nedenunder (2009, kortfilm)
- Hvidsten gruppen (2012)
- Tarok (2013)
- Hvidstengruppen – de efterladte (2021)